# ناحية برمانة المشايخ
ناحية برمانة المشايخ إحدى نواحي سوريا تتبع إداريّاً لمحافظة طرطوس منطقة الشيخ بدر ومركزها بلدة برمانة المشايخ، بلغ تعداد سكان الناحية 13,562 نسمة حسب التعداد السكاني لعام 2004.

## بلدات وقرى ناحية برمانة المشايخ
برمانة المشايخ، بشمعة، الدردارة، عين الجوز، عين فطيمة، حمام قنية، جوبة مجبر، كاف الحمام، الكنيسة، المجدل، قنية، الرقمة، الصوراني، تلة.